# غلاف راست شکم
غلاف راست شکم (انگلیسی: Rectus sheath) که با عنوان نیام راست شکم (rectus fascia) نیز شناخته می‌شود، محفظه‌ای فیبری و مقاوم است که از زردپی پهن ماهیچه عرضی شکم، ماهیچه مایل درونی شکم و ماهیچه مایل بیرونی شکم تشکیل می‌شود. این غلاف، ماهیچه راست شکم و ماهیچه هرمی را دربر می‌گیرد و همچنین شامل رگ‌ها و اعصاب نیز می‌شود.

## ساختار
غلاف راست شکم از بالای حاشیه دنده‌ای و غضروف‌های دنده‌های ۵ تا ۷ تا پایین‌ترین بخش یعنی تاج ناحیه عانه امتداد دارد.
مطالعات نشان داده‌اند که هر سه زردپی تشکیل‌دهنده این غلاف درواقع دولایه‌ای (دوغشایی) هستند.

### پایین‌تر از حاشیه دنده‌ای
| ناحیه          | تصویر | توضیح |
| -------------- | ----- | --- |
| بالای خط کمانی |       | در لبه کناری ماهیچه راست شکم، زردپی ماهیچه مایل درونی شکم به دو لایه قدامی و خلفی تقسیم می‌شود (این تقسیم یک شیار سطحی به‌نام خط نیمه‌هلالی ایجاد می‌کند). - نیام قدامی از زردپی ماهیچه مایل بیرونی شکم و بخش قدامی زردپی ماهیچه مایل درونی شکم تشکیل شده و در جلوی ماهیچه راست شکم قرار می‌گیرد. - نیام خلفی نیز از بخش پشتی زردپی ماهیچه مایل درونی شکم و زردپی ماهیچه عرضی شکم تشکیل شده و در پشت ماهیچه راست شکم قرار دارد. تمام زردپی‌های غلاف راست شکم در خط میانی به هم می‌پیوندند و در آن‌جا به‌صورت متقاطع از یکدیگر عبور کرده و خط سفید را شکل می‌دهند. |
| پایین خط کمانی |       | در این سطح، زردپی‌های هر سه ماهیچه (از جمله ماهیچه عرضی شکم) در جلوی ماهیچه راست شکم عبور می‌کنند. در نتیجه، لایهٔ پشتی غلاف در این ناحیه وجود ندارد و ماهیچه راست شکم فقط توسط نیام عرضی از صفاق جدا می‌شود. به همین دلیل، این ناحیه مستعد فتق است. |

در بخش سطحی/جلویی لایه قدامی غلاف راست شکم، دو لایه زیر قرار دارند:
1. نیام کامپر (بخش جلویی نیام سطحی)
2. نیام اسکارپا (بخش پشتی نیام سطحی)

در بخش عمقی/خلفی لایه پشتی غلاف راست شکم (در صورت وجود)، سه لایه زیر قرار دارند:
1. نیام عرضی[۴]
2. چربی خارج شکم‌شامه[۵]
3. صفاق[۴]

### بالاتر از حاشیه دنده‌ای
از آنجا که زردپی‌های ماهیچه مایل درونی شکم و ماهیچه عرضی شکم تنها تا حاشیه دنده‌ای بالا می‌روند، در بالای این سطح، بخش پشتی غلاف راست شکم ناقص است. در این ناحیه، ماهیچه راست شکم مستقیماً روی غضروف‌های دنده‌ای قرار گرفته و تنها توسط زردپی ماهیچه مایل بیرونی شکم پوشیده می‌شود.

## اهمیت بالینی
غلاف راست شکم یک ناحیه مناسب برای اتصال توری مش در جراحی‌های شکم است. این محل اما در مقایسه با بسیاری دیگر از نقاط اتصال، خطر عفونت بالاتری دارد.

## تصاویر بیشتر

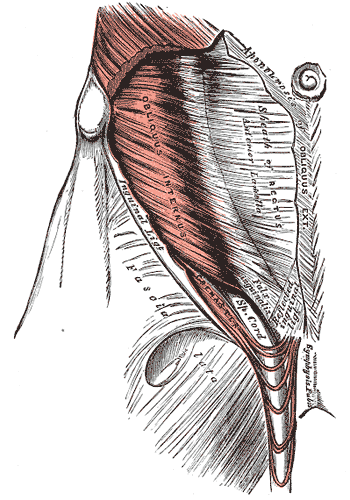
ماهیچه کرماستر
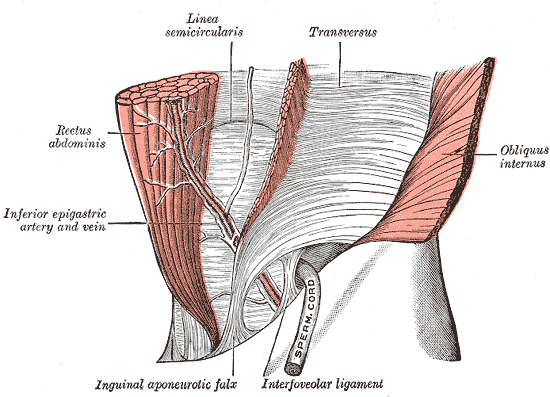
رباط بین‌فوهه‌ای از نمای جلو